# لايلي كارتر
لايلي كارتر هو لاعب هوكي الجليد كندي، ولد في 29 أبريل 1945 في Truro, Nova Scotia ‏ في كندا.

## وصلات خارجية
- لايلي كارتر على موقع دوري الهوكي الوطني (الإنجليزية)
- لايلي كارتر على موقع قاعة مشاهير الهوكي (لاعب أن.إتش.أل) (الإنجليزية)
- لايلي كارتر على موقع EliteProspects.com (الإنجليزية)
- لايلي كارتر على موقع HockeyDB.com (الإنجليزية)